# Elena Schekerletowa

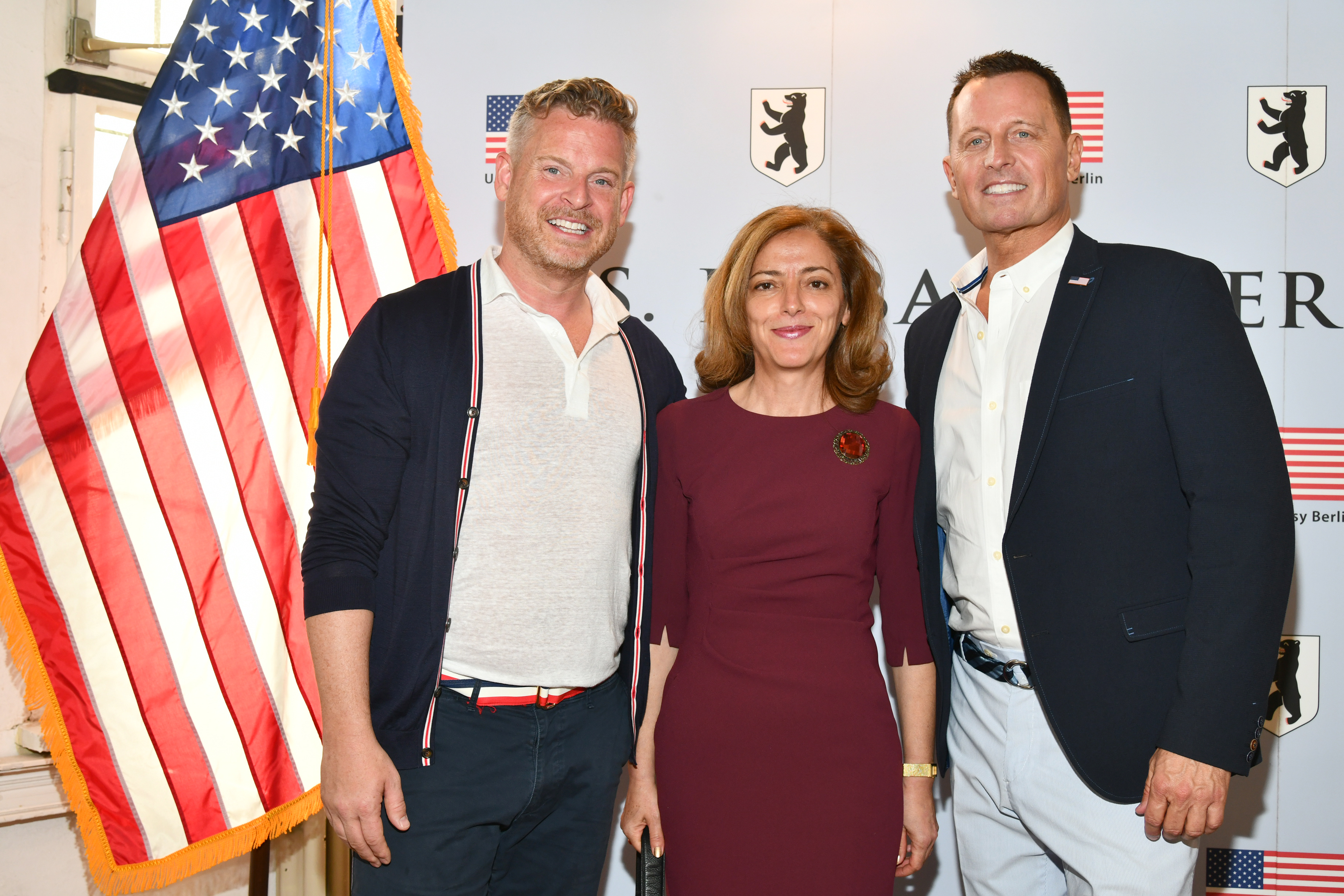
Elena Radkova Shekerletova, 2019, mit Matt Lashey und dem US-amerikanischen Botschafter Richard Grenell

Elena Radkowa Schekerletowa (bulgarisch Елена Радкова Шекерлетова) (* 6. November 1964 in Pasardschik) ist eine bulgarische Diplomatin.

## Leben
Sie besuchte ein deutschsprachiges Gymnasium in ihrer Geburtsstadt und studierte Rechtswissenschaften an der Universität Sofia. Das Studium schloss sie mit einem Magister ab. Es folgte später eine Weiterbildung am Max-Planck-Institut für Völkerrecht und Verfassungsrecht in Heidelberg. Außerdem absolvierte sie einen Studiengang Europastudien an der Europäischen Akademie in Berlin. 
Von 1990 bis 1992 arbeitete sie als Rechtsexpertin im Büro des bulgarischen Präsidenten Schelju Schelew. Es folgte bis 1993 eine Tätigkeit als Beraterin und dann Leiterin im Kabinett des bulgarischen Außenministers. Sie ging dann als Gesandte an die bulgarische Botschaft in Österreich, bis sie 1996 in die Direktion für Konsularangelegenheiten wechselte. 1997 wurde sie wiederum als Beraterin und stellvertretende Chefin des Kabinetts des Außenministers tätig. 
1999 wurde sie als Leiterin der Außenstelle der bulgarischen Botschaft in Deutschland nach Bonn entsandt. 2002 wurde sie Abteilungsleiterin in der Direktion Europa 2 des bulgarischen Außenministeriums. 2004 ging sie wieder nach Deutschland und wurde Gesandte und stellvertretende Missionsleiterin an der bulgarischen Botschaft in Berlin. Es folgte von 2008 bis 2011 wieder ein Einsatz im Außenministerium, wo sie die Direktion Europäische Staaten leitete. 2012 wurde sie bulgarische Botschafterin in Österreich. Dieses Amt versah sie bis 2016. Von 2017 bis 2019 arbeitete sie als ständige Sekretärin im Außenministerium.
Am 27. Februar 2019 wurde sie als bulgarische Botschafterin in Deutschland akkreditiert. 2023 folgte ihr in diesem Amt Grigor Porozhanov nach.

## Persönliches
Sie ist verheiratet und Mutter eines 1988 geborenen Sohns. Elena Radkova Shekerletova spricht neben Bulgarisch auch Chinesisch, Deutsch, Englisch, Russisch und Spanisch.

## Auszeichnungen
- Silbernes Ehrenzeichen des Außenministeriums der Republik Bulgarien, 2007
- Goldenes Ehrenzeichen des Außenministeriums der Republik Bulgarien, 2015
- Goldenes Kreuz des Hl. Leopolds für Verdienste um den Stift Klosterneuburg, Österreich, 2016
- Großes Goldenes Ehrenzeichen am Bande für Verdienste um die Republik Österreich, 2017
- Goldenes Ehrenzeichen des Außenministeriums der Republik Bulgarien, 2018